# Plankner von Königsberg

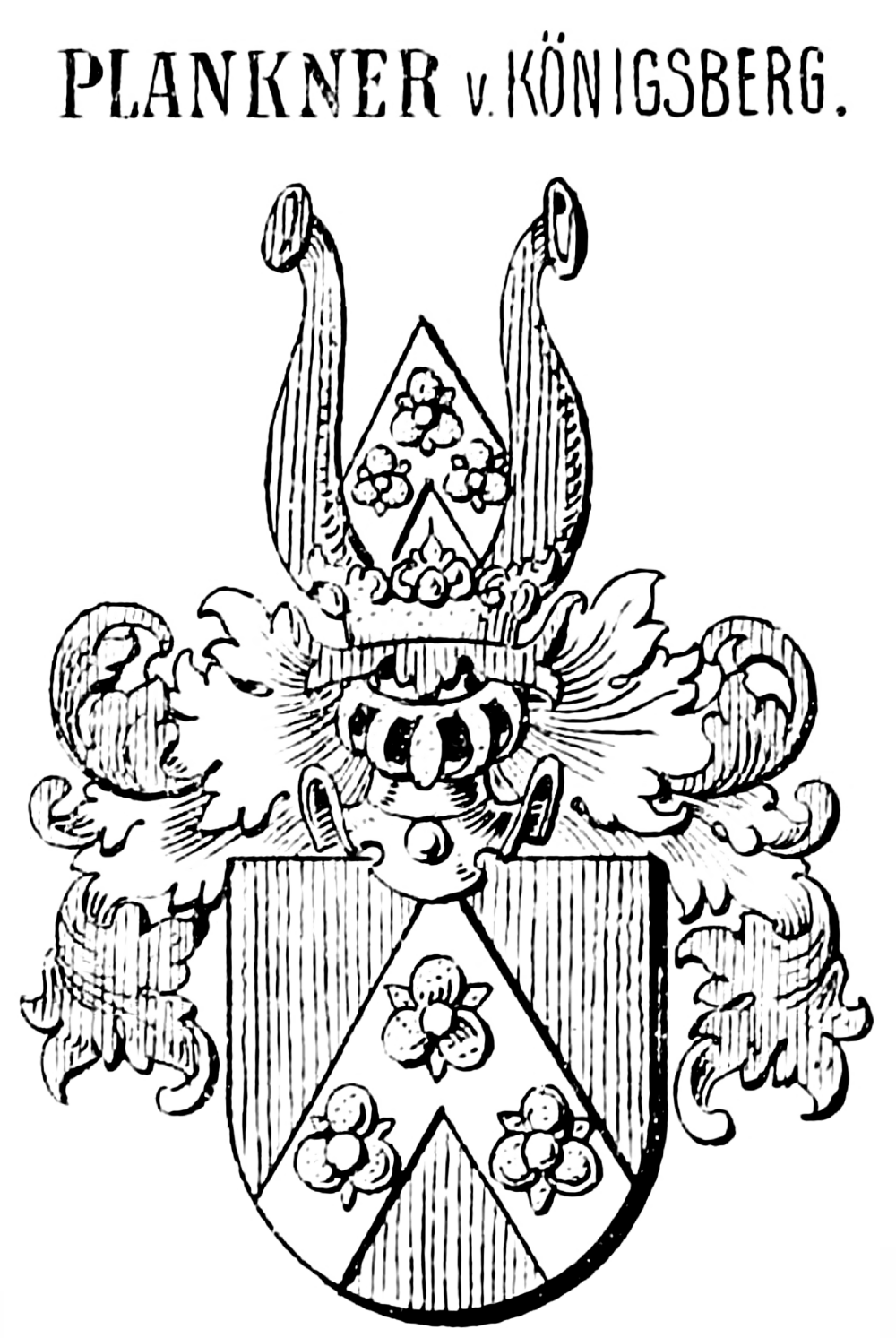
Wappen der Plankner von Königsberg

Plankner von Königsberg war ein in Böhmen, später auch in Mähren und Schlesien ansässiges, altes Rittergeschlecht, das 1570 den Böhmischen Herrenstand erhielt und später im Mannesstamm erloschen ist.  

## Geschichte
Die seit dem 14. Jahrhundert nachgewiesenen Plankner von Königsberg teilten ihre Herkunft mit den Globner von Globen, Stampach von Stampach und Sataner von Drahowitz, von den Kager mit Sitz auf dem gleichnamigen Burgstall in Golddorf bei Königsberg an der Eger. 1355 erwähnt eine Urkunde Ritter "Henrici de Gager", der zusammen Wolfhard Plankner von Königsberg, als Patronatsherren der Kirche von Schönficht, dort einen neuen Priester einwies. In der zweiten Hälfte des 14. Jahrhunderts waren die Plankner in Königsberg ansässig. Wohl bereits Ende des 13. Jahrhunderts besaßen die Plankner die in königliches Eigentum übergangene Stadt, als Leuchtenberger Lehen. Der Hochschullehrer Rudolf Fischer vermutete, dass der Name Plankner mit einem alten Befestigungswall der Stadt, einem Zaun aus Planken, in Zusammenhang stehen könnte. 1350 nennt das Achtbuch des Schöffengerichts von Eger "in den blanken von Kungsperch". 1364 erteilte der böhmische König Karl IV. der Stadt Königsberg das Privileg "sich mit Planken zu befestigen", daher sich die Familie vielleicht als "Ritter in den Planken" bezeichnete.
Laut dem Historiker August Sedláček war der 1290 vorkommende Wolfhard der Stammvater. 1352 bis 1364 werden Heinrich und Albrecht Plankner erwähnt. Im 15. Jahrhundert ist der böhmische Zweig der Plankner von Königsberg verarmt und dort nur noch im Besitz einzelner Höfe. Im 15. Jahrhundert trat eine  Linie in Mähren und im 16. Jahrhundert auch in Schlesien auf. 1480 fungierte Hans Plankner von Kinsperk († 1485) auf Ungarisch Brod als Landesunterkämmerer von Mähren. Von seinen Söhnen dienten Wolfhard, als Hauptmann Ferdinand I. und 1533 als Landesunterkämmerer in Böhmen und Hans († 1556) auf Wigstein im Fürstentum Troppau und Loslau im späteren Kreis Rybnik, als Landrechtsbeisitzer des Fürstentums Troppau. Am 5. Mai 1570 erhielt Johann Plankner von Kynsperg den böhmischen Herrenstand.

## Genealogie
1. Hans († 1485), auf Ungarisch Brod, Landesunterkämmerer von Mähren, ⚭ Anna von Zvole
  1. Wolfhard, k. k. Hauptmann, Landesunterkämmerer von Böhmen
  2. Hans († 1556), auf Wigstein und Loslau, Landrechtsbeisitzer im Fürstentum Troppau  
    1. Friedrich († 1558 in Loslau)
    2. Wolfhard († 1584 in Loslau)
    3. Johann, Landrichter im Fürstentum Troppau, hinterließ drei Töchter
    4. Georg († 1558 in Loslau), hinterließ eine Tochter[9]